# Lux Elek
Lux Elek (Szepesváralja, 1884. december 18. – Budapest, 1941. február 26.) szobrász, Lux Alice szobrász nagybátyja. 

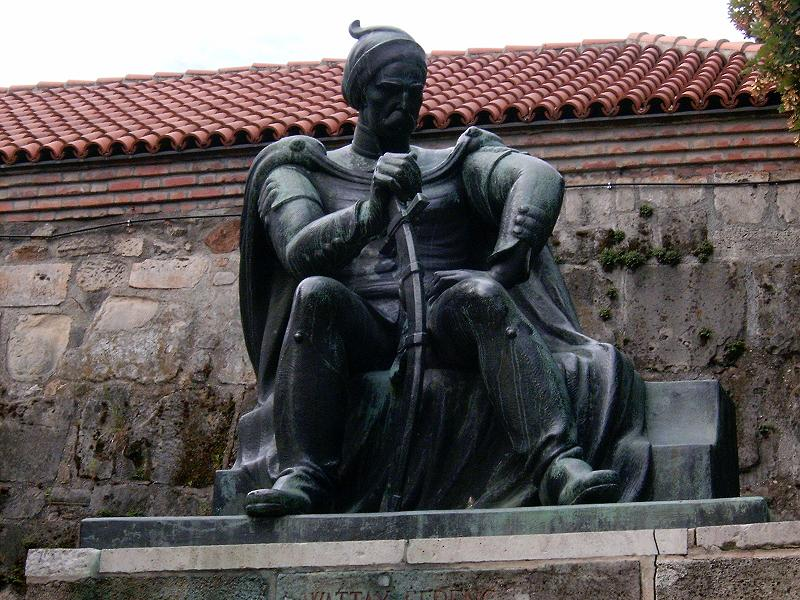
Wathay Ferenc szobra Székesfehérváron

A budapesti iparművészeti iskolában végzett előtanulmányok után a müncheni képzőművészeti, majd a brüsszeli szépművészeti akadémián tanult. 1922-ben a budapesti iparművészeti iskolában a szobrászat tanára lett. Elsősorban finom egyszerűséggel mintázott női akt- és mellszobraival tűnt fel. Műveivel többször szerepelt a Műcsarnok és a budapesti Ernst Múzeum tárlatain. Részt vett Ligeti Miklós Művészi Kerámiaműhelyének munkájában. Számos alkotásának – Fésülködő nő, Lúdas Matyi, Matyó Madonna – porcelánmásolatát a Herendi Porcelángyár sokszorosította. Az 1930-as években a pécsi Zsolnay porcelángyár vásárolt tőle szoborterveket. A Magyar Nemzeti Galéria kilenc szobrát őrzi.
Kerepesi temetőben található sírját a Nemzeti Emlékhely és Kegyeleti Bizottság 2004-ben a Nemzeti sírkert részévé nyilvánította.

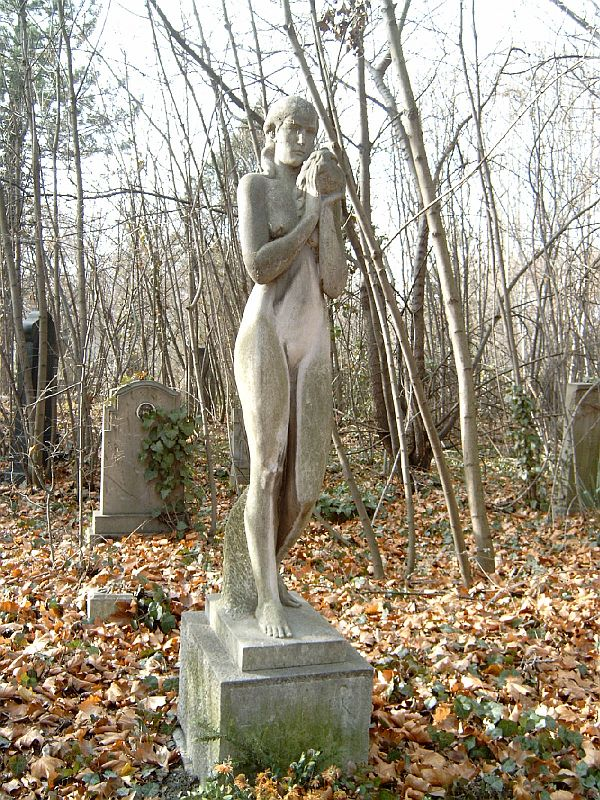
Lux Elek sírja Budapesten. Kerepesi temető: 50/1-1-15. A művész saját alkotása

## Főbb művei
- Kisplasztikái és portrészobrai:
  - Táncosnő
  - Fésülködő
  - Bokszoló
  - Lantos
  - Pólya Tiborné
  - Zsuzsanna
  - Öreg férfifej
- Köztéri alkotásai:
  - Semmelweis Ignác (Szeged, Pantheon)
  - Anyaság (Szolnok)
  - Luther-emlékmű (Budapest, Deák tér)
  - Hősi emlék (Budapest, Hősök tere)
  - Wathay Ferenc (Székesfehérvár)
  - Szent Imre (Székesfehérvár)